# Полак, Ян (художник)
Ян Полак (пол. Jan Polack, также Pöllack, Polegkh, Johannes Polonus) (лат. Ioannes Polonus) (1435, Краков — 1519, Мюнхен) — польский художник.
С 1482 г. проживал в Мюнхене и стал одним из наиболее известных художников поздней готики. Некоторое время возглавлял в Мюнхене гильдию художников. Творчество Полака испытало влияние Фейта Штосса и Ганса Плейденвурфа.
Одним из самых известных произведений Полака является главный алтарь монастыря Вайенштефан, находящийся сейчас в Старой пинакотеке в Мюнхене. Авторство художника достоверно установлено лишь в отношении этой работы Яна Полака. Работы Яна Полака можно также увидеть в кирхе (капелле) замка Блютенбург.

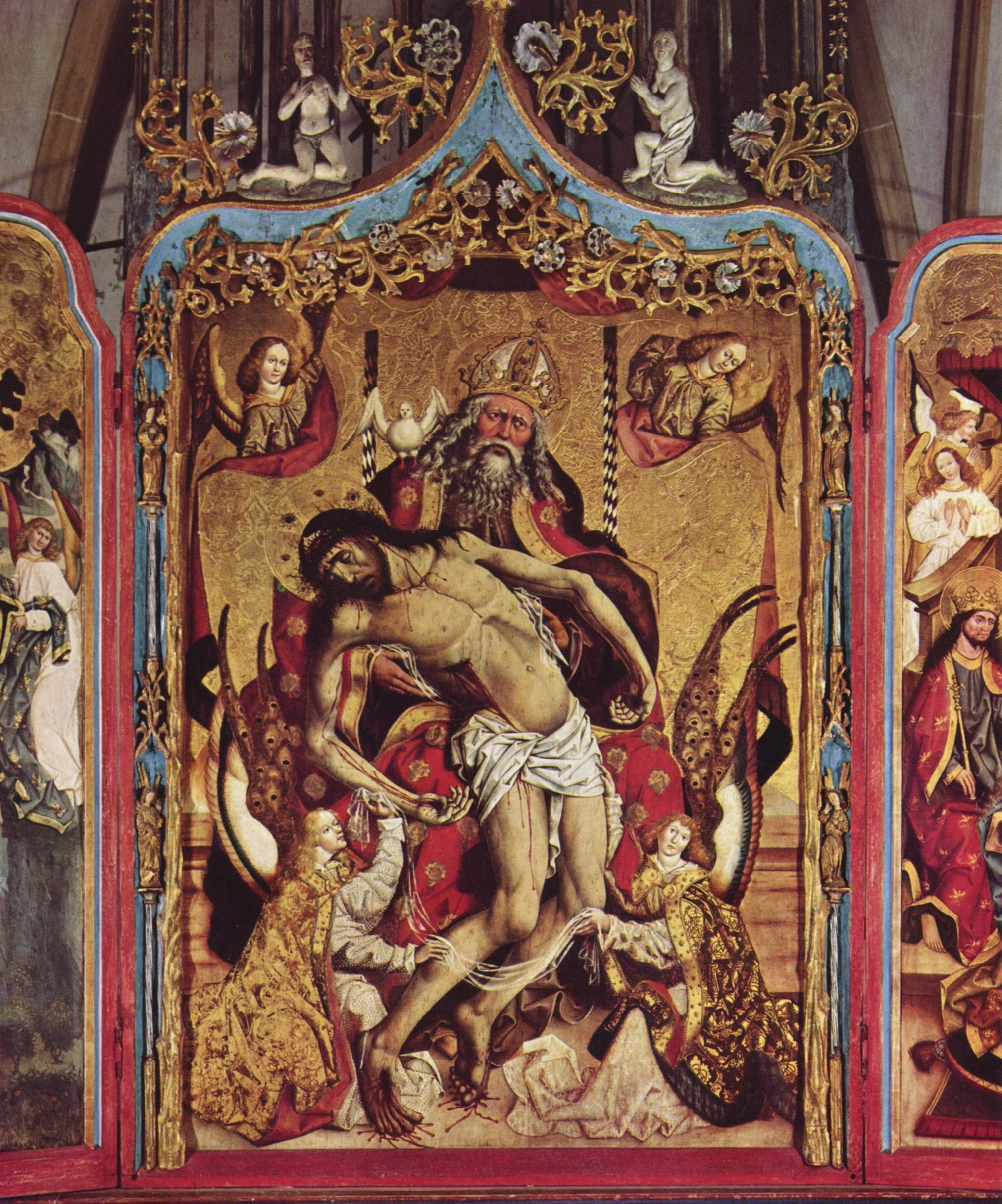
Алтарь в капелле замка Блютенбург. Сцена Св. Троицы

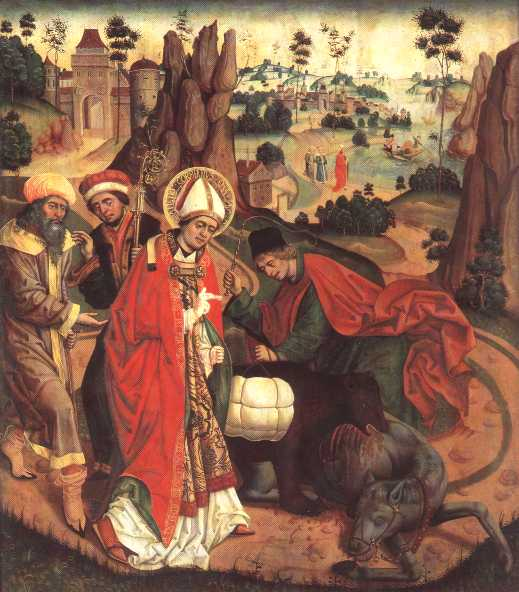
Картина Яна Полака «Св. Корбиниан»